# LibreOffice Base
LibreOffice Base és el programa de gestió de base de dades, de codi obert, del paquet ofimàtic LibreOffice. És una nova branca del projecte d'OpenOffice.org Base. Base és un gestor de base de dades similar a Microsoft Access. Com en tot el paquet de LibreOffice, es pot utilitzar en una varietat de plataformes, incloent Microsoft Windows, Linux i Macintosh.